# Суми (народ)

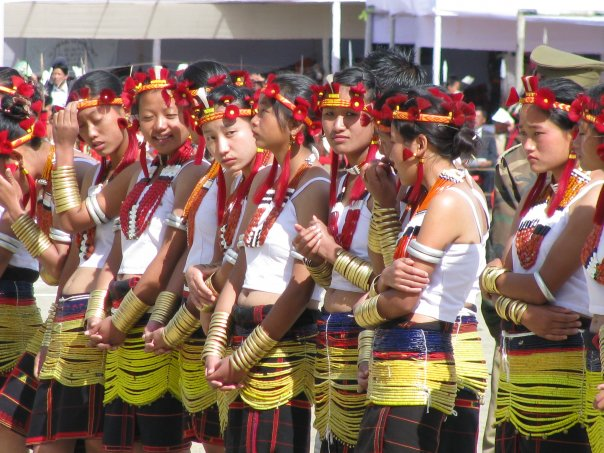
Женщины народа суми в традиционном убранстве

Суми — народ на востоке Индии, относится к группе племён нага. Проживает в индийском штате Нагаленд, главным образом в округе Зунхебото; 7 деревень находится также в округе Тинсукия штата Ассам. По данным переписи 2001 года, численность этноса составляет около 242 тыс. человек. Сегодня, почти все суми являются христианами (главным образом баптисты), традиционная религия представляла собой анимистические верования в духов природы. 
Язык суми относится к тибето-бирманской языковой семье. Суми отмечают множество традиционных праздников, наиболее важные из них: тулуна (8 июля) и ахуни (13-14 ноября).